# シリア人権監視団
シリア人権監視団（シリアじんけんかんしだん、英語: Syrian Observatory for Human Rights ; SOHR、アラビア語: المرصد السوري لحقوق الإنسان）は、イギリスに拠点を置く非政府組織。
シリアでの人権侵害を記録することを目標としている。2011年1月に始まったシリア内戦では、紛争のあらゆる陣営からの毎日の死者数、特にシリア空爆で殺された民間人の数について、AP通信・ロイター・フランス通信社など、主要報道機関に頻繁に引用されてきた。
SOHRは、反アサド政権派からの情報を収集し、国内対立の現状や反体制軍の情報を提供している。　また、アラブの人権団体と協力し、シリア各地の活動家情報を元に各種統計を集計している。　シリア内戦時、SOHRは「反アサド派」と評されたが、紛争の全当事者が犯した戦争犯罪について報告している。

## 運営
シリア人権監視団は、「ラミ・アブドゥルラフマン」(またはラミ・アブドゥル・ラーマン)によって、彼の自宅のコヴェントリーから運営されている 。彼は衣料品店を所有するシリアのスンニ派である。オサマ・スレイマンとして沿岸部のバニヤスで生まれた彼は、シリアでの活動中に偽名を採用し、以来、公にそれを使用している 。左翼への共感とアムネスティ・インターナショナルとの繋がりからシリアで3回投獄された後、4回目の刑期を恐れて2000年に英国に亡命し、現在も戻っていない。
2011年12月のロイターとのインタビューで、アブドゥルラフマンは、監視団には200人以上のネットワークがあり、彼の情報源のうち6人が殺害されたと述べた。2013年4月、ニューヨーク・タイムズ紙は、彼が毎日一日中シリアの連絡先と電話し、活動家230人以上からの情報を照合する国内4人を通じ、すべての情報を自分自身の情報源と照合していると説明した。
2020年2月には、SOHRにはシリア全土に224人の活動家がおり、中核メンバーは50人だという。しかしそのうち8人は、シリア政権、ロシア、または連合軍による爆撃で殺害され、他の人々はISに処刑されたと彼は述べた。

## 資金提供
WikiLeaksが提供したアメリカの機密外交公電は、米国務省が、2006年から2011年の間、SOHRと提携する人々が運営する反アサド衛星テレビチャンネル、 Barada TVに600万ドルを注ぎ、衛星チャンネルを運営し、シリア国内での活動に資金を提供していたことを示していると、ワシントン・ポストは2011年に報じた。
2011年、SOHRは全米民主主義基金が資金提供する団体のリストに載り、全米民主主義基金は米国議会から資金提供を受けている。
2013年、NYタイムズ紙は、ラミ・アブドゥルラフマンが、EUと、欧州の国の1つから少額の補助金を受け取っていたと報じた。 EUは、2013年3月からSOHRの活動に資金を提供した。
メディアレンズは、ジャーナリストのイアン・シンクレアが「外務省とのコミュニケーションで」確認したとして「英国は、シリア人権監視団に通信機器とカメラを提供するための194,769.60ポンド相当のプロジェクトに資金を提供した」と述べた。

## 評価
同団体はウェブサイトで、「シリア人権監視団は、いかなる政治団体とも関連も関連もしていない」と述べている。
ロンドンに本拠を置くアムネスティ・インターナショナルの英国人調査員ニール・シモンズは、「一般的に、民間人殺害に関する情報は非常に良く、人々が殺されたとされる状況の詳細を含め、間違いなく最高のものの一つである」と述べた。
AFP中東支局の編集長ジャン・ルイ・ダブレットは、アムネスティ・インターナショナルやヒューマン・ライツ・ウォッチなどの人権団体と同様に、SOHRを高く評価していると述べた。ル・モンド紙のジル・パリは、SOHRが提示した数字は「ほとんどの場合、国連の集計と一致している」と考えている。
2013年3月、ル・モンド紙のベンジャミン・バルトは「革命が始まる前から数年間SOHRと協力してきて、我々はそれが最も偏見の少ない情報源だと信じている」と書いている。
2016年9月、AFPベイルート支局長のサミー・ケッツは「政権と反政府勢力と対照な交戦国から同時に批判されること以上に、客観性を保証するものがあるだろうか? 私たちは、現地の情報提供者が収集した情報をもとに、SOHRが提示する数字を定期的にチェックしており、常に現実に最も近い」と言う。
2014年、ワシントンポストは、SOHRによるシリア内戦死者数が20万人と極端に多いのは、名前が確認できない死者が含まれ、反アサド勢力や米軍に爆撃されたジハード主義者の死を民間人として数えている、として批判している。 
SOHRは、反アサド政権戦闘員の戦死者を民間人死者として報道する選択的報道として批判されてきた。 またシリア内戦では全ての派閥が民間人に対する犯罪で有罪と言う立場から、SOHRやシリア人権ネットワークなど複数シリア人権団体のある月の統計で、ISISによる民間人死者よりアサド政権による民間人死者がはるかに多い事について、それら統計は内戦ではアクセスが限られ報道が偏るため、慎重に受け止める必要がある、という批判もある。ただし同じ記事でSOHRの別期間の統計を引用し、ISISは大量の民間人を殺害した、とも書いている。
フランス通信社はSOHRを無視できない情報源と評価しているが、2012年5月25日、シリア西部ホムス近郊ホウラで108人が死亡した事件（ホウラ虐殺）について、反対の評価もある。SOHRは最初、アサド政権軍の砲撃で90人死亡と伝えていた。しかし、国際連合とアラブ連盟の委託を受けた監視員らが5月29日に確認したところ、犠牲者のほとんどは鉈・鎌・剣などの刃物で殺害されていたと判明、国連は同日、虐殺のあった地区が反アサド政権軍に掌握されていたことを明らかにした。この件について、フランス通信社の主要特派員には「この団体が信頼できない組織だということははっきりわかっているが、この世界は競争が激しいから、われわれはそれでも彼らの数字を流し続ける。」と話す者もいるという。

## 受賞歴
2020年、創設者のラミ・アブドゥルラフマンは、数年にわたるSOHRとの戦争犯罪の記録によりドイツ報道関係者が選ぶ de:Nannen Preis(現Stern Preis)を受賞。